# バンジャマン・バイヨー

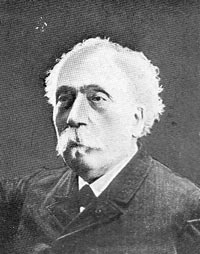
バンジャマン・バイヨー

バンジャマン・バイヨー（Édouard Benjamin Baillaud ,1848年2月14日 – 1934年7月8日）は、フランスの天文学者である。天体力学の分野で研究を行い、天体図（Carte du Ciel）国際プログラムを推進し、初代の国際天文学連合の会長を務めた。

## 生涯
高等師範学校とパリ大学で学び、1872年からパリ天文台で働いた。1878年から1907年の間トゥールーズ天文台の所長とトゥールーズ大学の自然科学の学部長を務めた。天体図（Carte du Ciel）国際プログラムを推進し、天体力学の分野で土星の衛星の運動を研究した。
1903年、海抜2865mのピレネー山脈の山中のピク・デュ・ミディ天文台（アマチュア天文家によって1850年代に設立されたが、気象観測所として使用されていた）に50cmの屈折望遠鏡と25cmの反射望遠鏡を設置するのを指揮した。1907年にパリ天文台の所長となり、1919年に国際天文学連合を設立し、初代の会長となった。1923年、ブルース・メダル受賞。
月のクレータ「バイヨー」および小惑星(13764) ベンバイヨーに名を残す。